# Siemion Zoricz
Siemion Gawriłowicz Zoricz (ur. w 1745, zm. w 1799) – generał lejtnant Imperium Rosyjskiego od 1797 roku, adiutant Grigorija Potiomkina, faworyt Katarzyny II w latach 1777–1778, kawaler maltański.
W 1778 roku odznaczony Orderem Orła Białego, odznaczony Orderem św. Jerzego w 1775 roku, kawaler Orderu Świętego Stanisława w 1777 roku, odznaczony szwedzkim Orderem Miecza.